# Rinconada (Los Andes)
Rinconada es una comuna de la Provincia de Los Andes, Región de Valparaíso, en la zona central de Chile. Fue creada el 18 de enero de 1897 por Federico Errázuriz Echaurren.
Destaca por la actividad agrícola en el cultivo de uva de exportación y el durazno. También conserva tradiciones de esta zona, como el rodeo y las tradiciones del huaso chileno.La caracteriza el cruce por lo largo de toda la comuna de la Carretera Gral San Martín, por lo que toma importancia Histórica en la época de independencia, en el desplazamiento y el pernocto del ejército de los Andes, antes de la importante Batalla de Chacabuco.
Desde que se construyó el Santuario de Santa Teresa de Los Andes donde reposan los restos de Santa Teresa de Los Andes, en el sector de Auco, la comuna se ha convertido en la capital espiritual de Chile, debido a la enorme cantidad de peregrinos provenientes de todos los puntos del país, que llegan diariamente a pedir la intercesión de la Santa, agradecer algún favor recibido, y participar de la Misa y de los sacramentos. Detrás del Santuario, se encuentra el Monasterio del Espíritu Santo, donde reside la comunidad de Madres Carmelitas Descalzas.

## Historia
Francisco Astaburoaga en 1899 en su Diccionario Geográfico de la República de Chile: 660  escribió sobre el lugar:

Rinconada (Aldea de la).-—Se halla en el departamento de los Andes á 13 ó 14 kilómetros hacia el SO. de su capital y poco más al S. de la villa de Curimón. Queda cercana á la pendiente septentrional de la cuesta de Chacabuco y está asentada en las orillas del riachuelo de Pocuro por donde lo cruza el camino que desde dicha villa, conduce por Bucalemu de este departamento á esa cuesta. Contiene escuela gratuita, estafeta y 560 habitantes.

Posteriormente, el geógrafo Luis Risopatrón lo describe como Rinconada de los Andes en su libro Diccionario Jeográfico de Chile en el año 1924:: 220 

Rinconada de los Andes (Villa) 32° 50' 70° 42' Cuenta con servicio de correos i escuelas públicas i se encuentra asentada en las orillas del estero de Pocuro, a unos 10 kilómetros hacia el S W de la estación de Curimon; obtuvo el título de villa por decreto de 18 de enero de 1897.

## Medio ambiente

### Geomorfología y componentes abióticos

Trazado simplificado de los ecosistemas y cuerpos de agua presentes en la comuna de Rinconada.

La comuna de Rinconada se encuentra emplazada en la unidad geomorfológica de Cuencas transicionales semiáridas; y presenta según la clasificación climática de Köppen clima mediterráneo de lluvia invernal (Csb), clima mediterráneo de lluvia invernal de altura (Csb (h)) y clima semiárido de lluvia invernal (BSk (s)). Esta además se halla entre las cuencas hidrográficas de río Aconcagua y río Maipo. Además, la comuna posee diversos cuerpos de agua, entre los que se destacan el estero Pocuro.

### Componentes bióticos
Dentro del territorio de la comuna se pueden hallar los siguientes ecosistemas:
- Bosque esclerófilo mediterráneo andino donde predominan Kageneckia angustifolia y Guindilia trinervis (Vulnerable)
- Bosque esclerófilo mediterráneo andino donde predominan Quillaja saponaria y Lithrea caustica (Vulnerable)
- Matorral espinoso mediterráneo interior donde predominan Trevoa quinquinervia y Colliguaja odorifera (Preocupación menor)

### Medidas de protección ambiental y conflictos socioambientales
Hasta 2022, la comuna de Rinconada cuenta con un área territorial destinada a la protección ambiental:
- Chacabuco - Peldehue (Sitios ERB)[11]

## Administración

### Municipalidad
La Municipalidad de Rinconada para el periodo 2024-2028 es dirigida por el alcalde Juan Galdames Carmona (IND - Chile Vamos) y el concejo municipal conformado por los concejales:
- Lukas Cáceres Costa (FA)
- Thelmo Aguilar Rojas Ind- (FA)
- Alicia Zúñiga Valencia (PC)
- Vicente Celedón Collao (FRVS)
- Jazmín Murillo Jorquera Ind- (PPD)
- Leonardo Contreras Neira (RN)
- Dante Iturrieta Méndez (UDI)
- Jorge López Morales (PDG)
- Miguel Vergara González (REP)

### Representación parlamentaria
Rinconada forma parte de la Circunscripción Senatorial VI y del Distrito Electoral 6. Es representada en la Cámara de Diputados del Congreso Nacional por los siguientes diputados:
- Camila Alejandra Flores Oporto (Renovación Nacional)
- Andrés Longton Herrera (Renovación Nacional)
- Gaspar Alberto Rivas Sánchez (Partido de la Gente)
- Carolina Marzán Pinto (Partido Por la Democracia)
- Nelson Venegas Salazar (Partido Socialista de Chile)
- Chiara Barchiesi Chávez (Partido Republicano De Chile)
- Diego Eduardo Ibáñez Cotroneo (Convergencia Social)
- María Francisca Bello Campos (Convergencia Social)

En el Senado, la representan:
- Kenneth Pugh Olavarría (IND - RN)
- Francisco Chahuán Chahuán (Renovación Nacional)
- Ricardo Lagos Weber (PPD)
- Isabel Allende Bussi (PS)
- Juan Ignacio Latorre Riveros (RD)

## Economía
En 2018, la cantidad de empresas registradas en Rinconada fue de 221. El Índice de Complejidad Económica (ECI) en el mismo año fue de -0,59, mientras que las actividades económicas con mayor índice de Ventaja Comparativa Revelada (RCA) fueron Actividades de Casino de Juegos (478,85), Servicios de Forestación (84,93) y Hoteles (39,58).

### Turismo
Los principales hoteles de la comuna son el Hotel & Spa Viña Monasterio, el Reggio Hotel & Golf, y el Hotel Del Valle de la cadena Enjoy Santiago.

## Lugares de interés
- Santuario de Santa Teresa de Los Andes
- Casino de Rinconada
- Parroquia San José Obrero
- Plaza de Armas
- Museo del Vino
- Medialuna
- Vientos de Auco (Escuela Emigdio Galdames Robles)